# Santa Magdalena de Maravella
Santa Magdalena de Maravella és una església del municipi d'Oliola (Noguera) inclosa a l'Inventari del Patrimoni Arquitectònic de Catalunya.

## Descripció
La capella de Santa Magdalena de Maravella té unes dimensions petites. La seva planta és quasi quadrada. La façana, tota de pedra de carreus, té una porta d'accés a l'interior adovellada amb arc de mig punt i al costat esquerre hi a una altra finestra. La part superior hi ha una cornisa amb decoració i a la part central una espadanya, amb arc apuntat i una petita campana i al damunt d'aquesta una creu. La teulada és de doble vessant. Una part d'aquesta capella està arrebossada, però en alguns llocs ja ha caigut o està a punt de caure.

## Història
La capella de Santa Magdalena la trobem a l'antic llogaret de Maravella, prop d'Oliola. Actualment no s'hi celebra cap acte religiós, ja que no hi ha ningú en aquest indret.